# Eddy Przybylski
Pour les articles homonymes, voir Przybylski et Barsky.
Eddy Przybylski (né en 1953) est un écrivain et journaliste belge, également chanteur sous le nom d'Eddy Barsky.

## Biographie
Eddy Przybylski est né à Liège (Belgique) le 11 avril 1953. Il fit ses débuts dans le journalisme en 1970. Il fut engagé en 1973 par la DH (La Dernière Heure/Les Sports) qui est l'un des principaux quotidiens généralistes francophones de Belgique. Sa spécialité est la chanson. Il fit la première interview en Belgique de Céline Dion en 1983, de Lara Fabian en 1988. Il écrivit notamment un article très intéressant sur Neil Armstrong, premier homme sur la Lune et un article très instructif sur certaines copies des peintures de Vincent van Gogh.
En 1987, à l'âge de 34 ans, il devient chanteur sous le nom d’Eddy Barsky. Il chante pour la première fois en public, aux Caves de Porto à Liège. En 1988, il est lauréat du concours du Carrefour de la Musique à Bruxelles où il reçoit le prix du Ministre de la Communauté Française.

## Discographie d'Eddy Barsky
- 1989 : Elles sont toutes la plus jolie (45 tours, distribution R.M. records) - avec, pour choristes, Daisy Van Cauwenbergh, Miss Belgique 1988, et les finalistes de Miss Belgique 1989 (dont Anne de Batselier, aujourd’hui présentatrice vedette de VTM).
- 1997 : Cœur contre cœur (CD de 14 chansons, distribution R.M. records) – douze compositions personnelles, une adaptation en anglais d’une de ses chansons et une reprise, « Dedicated to the One I Love », popularisée par les Shirelles en 1961 et le groupe Mamas and Papas, en 1967.
- 1998 : Le bal des gueux (CD single, distribution Arcade) – au profit de l’Opération Thermo (qui distribue des repas pour les vagabonds, dans les gares), chanson interprétée par 38 artistes et personnalités dont Toots Thielemans, Stéphane Steeman, Marylène, Armelle, Jacques Bredael, Lou, Alec Mansion, Muriel Dacq, les frères Taloche, Morgane, Nathalie Pâque, Frédéric Etherlinck, Richard Ruben, Christian Vidal, Marc Herman, Jeff Bodart, Jean-Luc Fonck, Benny B et Daddy k…

## Publications
- 2002 : Brel à Bruxelles, éditions Le Roseau Vert.
- 2008 : Brel, la valse à mille rêves, éditions L'Archipel,  (ISBN 978-2809800869)

## Sources
- Site personnel du chanteur
- Evene Fiche de lecture de Jacques Brel, La Valse à mille temps (c'est le titre sur le site)
- mondedulivre.com Interview vidéo sur la biographie de Jacques Brel